# Assertion
Assertion (von lat. assertio, Behauptung) ist ein Terminus der Sprachwissenschaft und der Logik. Er steht für eine bestimmte Behauptung, Versicherung, Feststellung. Das zugehörige Adjektiv lautet assertorisch, also feststellend oder behauptend.

## Sprachwissenschaft
Der Ausdruck Assertion bezeichnet in der Sprachwissenschaft Verschiedenes:
1. Das Aufstellen eines Wahrheitsanspruchs für eine Proposition in dem kognitiven Akt des Urteilens. Dieser Akt wird kundgegeben durch eine Behauptung (so bei Gottlob Frege), die in der Sprechhandlungstheorie Assertiv genannt wird.
2. Der Deklarativsatz nach seiner prototypischen Verwendung als Satz, mit dem eine Behauptung erfolgt.
3. Der propositionale Gehalt eines Satzes im Gegensatz zur Präsupposition. Die Assertion ist dann „der Teil der Aussage, der als richtig oder falsch dargestellt wird: umgangssprachlich könnte man sagen: das, was explizit behauptet wird.“[2]

## Logik
In der Logik bezeichnet der Ausdruck assertorisch Sätze (Urteile), in denen etwas einfach als wahr oder falsch behauptet wird. Im apodiktischen Satz wird hingegen behauptet, dass etwas notwendigerweise, im problematischen Satz, dass etwas möglicherweise wahr ist. Mitunter wird auch von einer assertorischen Logik gesprochen, wenn von einer nicht-modalen Logik die Rede ist.

### Satz und Urteil
Assertationen stellen einen grundlegenden Typus von logischen Sätzen dar. Assertorischer Satz kann als anderer Ausdruck für Aussagesatz, apophantischer Satz, logos apophantikos (Aristoteles), wahrheitsdefiniter Satz oder Behauptungssatz verstanden werden.
Der Begriff des assertorischen Satzes geht auf die klassische, aristotelische Unterscheidung zwischen sinnvoller und behauptender Rede zurück: „Jeder Satz hat einen Sinn [semantikós], aber nicht jeder zeigt etwas auf [apophantikós], sondern nur derjenige, der wahr oder falsch sein kann.“
In der Scholastik und von Immanuel Kant wurden Urteile nach ihrer auf Wirklichkeit und Wahrheit bezogenen (alethischen) Modalität eingeteilt in:
1. problematische (eine Möglichkeit ausdrückende z. B. es ist möglich, dass S P ist)
2. assertorische (die Wirklichkeit behauptende z. B. es ist in der Tat so, dass S P ist)
3. apodiktische (eine logische Notwendigkeit meinende z. B. es ist notwendigerweise so, dass S P ist)

Assertorische Sätze sind Sätze, „in denen ohne jeden Zusatz etwas als wahr behauptet oder geleugnet wird“.
S = Subjekt; P = Prädikat
In der Terminologie der Urteilslehre der klassischen Logik sind assertorische Urteile „Urteile, in denen behauptet wird, dass der Prädikatsbegriff dem Subjektbegriff tatsächlich zukommt oder nicht zukommt (Form: S ist P oder S ist nicht P)“.
Jede Verwendung eines assertorischen Satzes, sei dieser affirmativ oder negativ, ist eine Behauptung. Manchmal wird unter assertorischer Satz auch nur der bejahende Behauptungssatz (miss-)verstanden. „Die Sätze „p“ und „¬ p“ haben entgegengesetzten Sinn, aber es entspricht ihnen eine und dieselbe Wirklichkeit.“